# Julian (imię)
Julian – imię męskie pochodzenia łacińskiego. Powstało w wyniku spolonizowania łacińskiego imienia Julianus. W Polsce występuje od XIII wieku. 
Bardziej popularne stało się pod koniec XVIII wieku i w wieku XIX. W XXI wieku zyskuje na popularności. Według zawartości bazy danych PESEL: 34110 (2019 r.), 43337 (2025 r.). 
Julian imieniny obchodzi 7 stycznia, 9 stycznia, 17 stycznia, 27 stycznia, 28 stycznia, 12 lutego, 13 lutego, 17 lutego, 24 lutego, 27 lutego, 8 marca, 16 marca, 8 kwietnia, 1 maja, 23 maja, 27 maja, 13 czerwca, 4 lipca, 18 lipca, 9 sierpnia, 12 sierpnia, 19 sierpnia, 25 sierpnia, 28 sierpnia, 2 września, 13 września, 18 października i 30 października.
Zdrobnienia: Jul, Julo, Julek. Żeński odpowiednik: Julianna.

## W innych językach
- bask. Julen
- bret. Juluan
- fr. Julien
- łac. Iulianus
- rum. Gyula
- wł. Giuliano
- węg. Gyula

## Mężczyźni o imieniu Julian
- Święci
  - Julian z Antiochii, męczennik z IV w., mąż św. Bazylissy, wspominany 6 lub 9 stycznia
  - Julian z Tarsu, Julian z Cylicji, męczennik z IV w., wspominany 16 marca
  - Julian z Cezarei, męczennik z IV w., czczony 17 lutego
  - Julian z Konchy, biskup, patron koszykarzy, czczony 28 stycznia
  - Julian z Le Mans, biskup, cudotwórca, czczony 27 stycznia
  - Julian z Toledo, arcybiskup, teolog, czczony 6 lub 8 marca
  - Julian Szpitalnik (także jako Julian Gościnny), patron podróżników, wspominany 29 stycznia lub 31 sierpnia
- Błogosławieni
  - Julian Franciszek Hédouin, kapłan, męczennik doby rewolucji francuskiej, czczony 3 września
  - Julian le Laisant, kapłan, męczennik doby rewolucji francuskiej, czczony 3 września
  - Julian Maunoir, jezuita, czczony 29 stycznia
  - Julian Moreno, augustianin, męczennik wspominany 5 maja
  - Antoni Julian Nowowiejski, biskup płocki, czczony 12 czerwca
  - Julian Poulain Delaunay, kapłan, męczennik doby rewolucji francuskiej, czczony 2 września
- Aktorzy i reżyserzy
  - Julian Dziedzina – polski reżyser i aktor
  - Julian Fellowes – brytyjski aktor
  - Giuliano Gemma – włoski aktor
  - Julian Glover – brytyjski aktor
  - Julian Jabczyński – polski aktor
  - Julian McMahon – australijski aktor
  - Julian Sands – brytyjski aktor
  - Julian Schnabel – amerykański reżyser i malarz
- Duchowni
  - Julian z Eklanum – biskup, wczesnochrześcijański pisarz łaciński
  - Julian z Halikarnasu – biskup, wczesnochrześcijański pisarz grecki
  - Julián Herranz Casado – hiszpański kardynał
  - Giuliano Cesarini – włoski kardynał, penitencjariusz większy w latach 1443–1444
  - Giuliano Cesarini – włoski kardynał, administrator apostolski Ascoli Piceno w latach 1500–1510
  - Julian Gbur – greckokatolicki biskup Lwowa i Stryja
  - Julian Groblicki – polski biskup
  - Julian Pękala – polski biskup Kościoła Polskokatolickiego RP
  - Julian Porteous – australijski duchowny
  - Julian Warzecha – polski ksiądz pallotyn i teolog
  - Julian Wojtkowski – polski biskup, teolog
  - Julian Żołnierkiewicz – polski duchowny, socjolog
- Ludzie pióra
  - Julian Barnes – brytyjski prozaik
  - Julian Bartoszewicz – polski historyk
  - Julien Benda – francuski filozof i pisarz
  - Julian Ejsmond – polski poeta i bajkopisarz
  - Julien Green – francuski pisarz katolicki
  - Julian Kawalec – polski pisarz i poeta
  - Julian Klaczko – polski eseista
  - Julian Kornhauser – polski poeta i prozaik
  - Julian Krzewiński – polski prozaik i poeta
  - Julian Krzyżanowski – polski historyk, folklorysta
  - Julian Ursyn Niemcewicz – polski pisarz, wolnomularz
  - Julian Ochorowicz – polski publicysta, teoretyk pozytywizmu
  - Julian Pagaczewski – polski historyk sztuki
  - Julian Przyboś – polski poeta
  - Julian Siemionow – rosyjski pisarz
  - Julian Stryjkowski – polski pisarz
  - Julian Tuwim – polski poeta
- Ludzie związani ze sztuką
  - Julian Antonisz – polski plastyk, scenarzysta
  - Julian Bohdanowicz – polski karykaturzysta
  - Julian Fałat – polski malarz
  - Julian Jończyk – polski rzeźbiarz
  - Julian Medyceusz – mecenas sztuki
  - Julian Mandel – francuski fotografik
  - Julian Markowski – polski rzeźbiarz
- Sportowcy
  - Julian Alaphilippe – francuski kolarz
  - Giuliano Alesi – francuski kierowca wyścigowy
  - Giuliano Tadeo Aranda – brazylijski piłkarz
  - Julian Bailey – brytyjski kierowca wyścigowy
  - Julien Bontemps – francuski żeglarz, specjalizujący się w windsurfingowej klasie RS:X, wicemistrz olimpijski, mistrz świata
  - Julian Dean – nowozelandzki kolarz
  - Giuliano Giannichedda – włoski piłkarz
  - Gyula Grosics – węgierski piłkarz
  - Julian Hodgson – angielski szachista
  - Julian Knowle – austriacki tenisista
  - Gyula Lóránt – węgierski piłkarz
  - Giuliano Marinho – brazylijski piłkarz
  - Julian Musiol – niemiecki skoczek narciarski
  - Giuliano Victor de Paula – brazylijski piłkarz
  - Julian Popowski – polski kolarz
  - Julian Radułski – bułgarski szachista
  - Giuliano Razzoli – włoski narciarz alpejski
  - Giuliano Sarti – włoski piłkarz
  - Julian Schelb – niemiecki kolarz górski
  - Gyula Szabó − węgierski bokser
- Inne osoby
  - Julian z Panonii – uzurpator, cesarz rzymski
  - Julian Aleksandrowicz – polski lekarz
  - Julian Amery – brytyjski polityk
  - Julian Ankiewicz – polski architekt
  - Julian Apostata – cesarz rzymski
  - Julián Arcas – hiszpański gitarzysta
  - Julian Assange – australijski dziennikarz, programista, twórca Wikileaks.
  - Julian Brun – sowiecki dziennikarz
  - Julian Casablancas – amerykański piosenkarz (The Strokes)
  - Julian Czyżewski – polski geograf
  - Julian Medyceusz – władca Florencji w latach 1512-1513
  - Julian Dunajewski – polski ekonomista
  - Julian Eberhardt – polski inżynier, minister
  - Julian Filipowicz – polski generał
  - Julian Flatau – polski chemik, farmaceuta
  - Julian Front – polski kompozytor
  - Henryk Julian Gay – polski architekt
  - Julian Gembalski – polski wirtuoz organów, pedagog
  - Julian Golak – polski działacz społeczny
  - Julian Goslar – polski działacz rewolucyjny
  - Julian Grobelny – polski działacz socjalistyczny
  - Julian Hochfeld – polski socjolog
  - Julian Horodecki – polski polityk w czasach PRL
  - Julian Hunte – karaibski polityk i dyplomata
  - Julian Huxley – brytyjski biolog, dyrektor UNESCO
  - Julian Jaworski – polski inżynier, poseł, wiceprezydent miasta Krakowa
  - Julian Konar – funkcjonariusz aparatu bezpieczeństwa PRL
  - Julian Kulski – wojenny prezydent Warszawy, wolnomularz
  - Julian Lennon – syn Johna Lennona, dla niego napisana była piosenka The Beatles Hey Jude
  - Julian Leszczyński – polski działacz komunistyczny
  - Julian Łubieński – polski chemik
  - Julian Maciołowski – polski pedagog
  - Julian Malczewski – polski przedsiębiorca
  - Julian Marchlewski – polski działacz komunistyczny
  - Julian Marley – brytyjski muzyk reggae, syn Boba Marleya
  - Julian Musielak – polski matematyk
  - Julian Nowak – polski polityk, premier, lekarz
  - Julian Piasecki – polski inżynier, major
  - Julian Piotrowiak – polski muzyk (Pidżama Porno)
  - Julian Rogoziński – polski tłumacz
  - Julian Schwinger – amerykański fizyk, noblista
  - Julian Skokowski – polski generał
  - Julian Stachiewicz – polski generał
  - Julian Steward – amerykański antropolog
  - Julian Szymański – polski polityk
  - Julian Tokarski – polski geolog
  - Julian Tokarski – polityk PRL
  - Julian Urantówka – funkcjonariusz komunistycznej Milicji Obywatelskiej
  - Julian Zachariewicz – polski architekt

- Postacie fikcyjne
  - Julian z Amberu – postać z Kronik Amberu
  - Julian Bashir – bohater Star Trek: Stacja kosmiczna
  - Jaskier, właśc. Julian Alfred Pankratz, wicehrabia de Lettenhove – bohater cyklu opowiadań i powieści Andrzeja Sapkowskiego o przygodach wiedźmina Geralta z Rivii
  - Julian Sorel – bohater w powieści Stendhala Czerwone i czarne[2]
  - Król Julian, bohater filmów z serii Madagaskar oraz serialu Pingwiny z Madagaskaru
  - Julian – bobater w opowiadaniu Jerzego Zawieyskiego Prawdziwy koniec wielkiej wojny[2].